# 伊吹文明

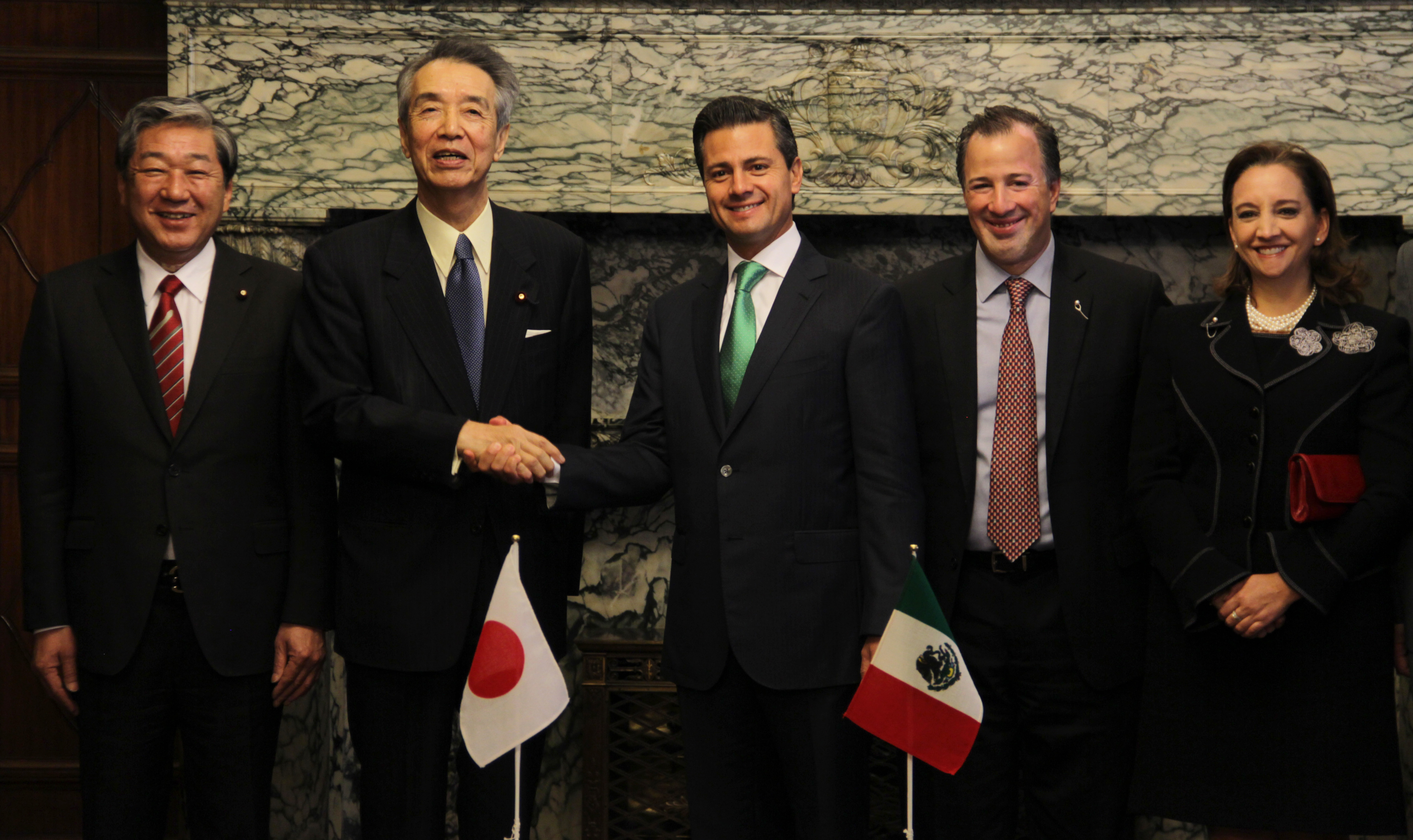
ニエト・メキシコ大統領と握手する伊吹

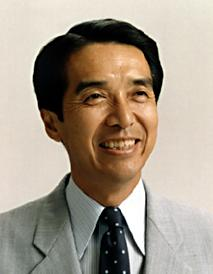
労働大臣就任時の伊吹

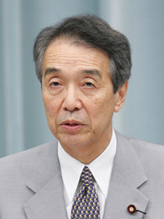
財務大臣就任会見での伊吹

伊吹 文明（いぶき ぶんめい、本名：伊吹 文明（漢字同じ、いぶき ふみあき）、1938年〈昭和13年〉1月9日 - ）は、日本の政治家、大蔵官僚。勲等は桐花大綬章。
自由民主党所属の元衆議院議員（12期）。文部科学大臣（第8代）、財務大臣（第9代）、労働大臣（第64代）、国家公安委員会委員長（第66代）、防災担当大臣（初代）、自由民主党幹事長（第41代）、志帥会会長（第4代）、衆議院議長（第74代）、自民党たばこ議員連盟顧問を歴任した。
その人格から、「イブキング」とも呼ばれている。

## 来歴・人物

### 生い立ち
京都府京都市下京区に生まれる。生家は文久年間に創業した室町の繊維問屋・伊吹株式会社で、現在も室町で営業している。御室小学校、同志社中学校、京都府立嵯峨野高等学校を経て京都大学経済学部卒業。京大在学中はテニス部に所属した。就職活動では住友銀行から内定を得たが、恩師の青山秀夫が公務員試験の受験や大蔵省への就職を勧めたという。

### 大蔵官僚
大蔵省入省。ふりだしは大臣官房秘書課。入省同期に篠沢恭助、千野忠男、朝比奈秀夫らがいる。大臣官房秘書課調査係長心得、大臣官房調査課調査主任、外務省在イギリス大使館二等書記官、主計局総務課長補佐（歳入・企画）、主計局主計官補佐（防衛第二係主査）、主計局主計官補佐（防衛第一係主査）、国際金融局国際機構課長補佐（総括・企画・国際機関）、関税局総務課長補佐（総括）などを歴任し、1976年7月5日に新たに関税局総務課に設置された担当の企画官（正式には「大臣官房企画官兼関税局総務課」）となる。その後は理財局国庫課長などを歴任。大蔵大臣秘書官を最後に退官。

### 衆議院議員
1983年に第37回衆議院議員総選挙に田中伊三次の後継者として旧京都1区から自民党より立候補し初当選。以後連続12期当選。初当選後、秘書として仕えた渡辺美智雄が所属していた中曽根派には加わらず、1990年に中曽根派が渡辺派に代替わりするまでは無派閥を通した。3選し、伊吹が渡辺派に加入した直後に発足した第2次海部内閣では厚生政務次官就任が内定していたが、リクルート事件に関与していたため首相の海部俊樹によって取り消しになり、同年暮れの第2次海部改造内閣の発足まで10か月ほど就任を留保された。
1994年6月30日、首班指名選挙で自民党・社会党・新党さきがけの新連立与党3党は日本社会党委員長の村山富市に投票することで合意したが、元首相の中曽根康弘らと共に造反。新生党など旧連立与党が擁立した、直前に自民党を離党した元首相の海部俊樹に投票した。同年10月、衆議院文教委員長に就任。1995年10月、自民党政治改革本部副本部長に就任。1996年の第41回衆議院議員総選挙では京都1区で当選したものの、日本共産党の穀田恵二に2600票差まで猛追され苦戦した。

### 労働大臣・国家公安委員長
1997年9月11日、第2次橋本改造内閣で労働大臣に任命され、初入閣。労働省の官僚だった中野雅至によると、労働省幹部に対する伊吹大臣の質問が鋭く、伊吹大臣と労働省幹部とやり取りを聞いてた中で伊吹大臣の言い分が筋が通っていると思うことが多かったとし、殆どの労働省幹部が伊吹大臣をビビって大臣室に行くのを嫌がっていたという。
2000年の第42回衆議院議員総選挙では公明党の支援も受けて再選した（穀田も比例復活）。12月には第2次森改造内閣で国家公安委員会委員長兼危機管理担当大臣に任命された。また、2000年4月に開校したきょうと青年政治大学校初代校長に就任。2001年1月、中央省庁再編に伴い国家公安委員会委員長や危機管理担当大臣に加え防災担当大臣も兼務した。
2005年12月、会長の亀井静香が離党したことで空席となっていた志帥会の会長に就任。2006年3月、衆議院行政改革に関する特別委員長に就任した。

### 文部科学大臣
同年9月26日、安倍内閣で文部科学大臣に就任。安倍改造内閣でも留任。
11月17日、学校におけるいじめを原因とした自殺の多発が問題となったことを受け、緊急アピール「文部科学大臣からのお願い」を発し、全国の児童生徒、およびその保護者らに配布した。
12月15日、教育基本法改正案の審議に絡み、民主・社民・共産・国民新の野党4党から参議院に問責決議案を提出されたが、反対多数で否決された。

### 自民党幹事長・財務大臣
2007年同年9月24日、福田康夫の下、自民党幹事長に就任。2008年8月2日発足の福田康夫改造内閣では財務大臣に任命された。

### 野党
2009年8月30日の第45回衆議院議員総選挙では京都1区から立候補するも、民主党の平智之に敗北。重複立候補していた比例近畿ブロックで復活し、9選。
11月12日の伊吹派の会合で民主党政権による行政刷新会議の事業仕分けについて、「公の場で、悪代官をみんなで懲らしめる絵を作ろうとした知恵者は大したものだ」と述べつつも、「民主党の価値観で無駄か無駄でないかを判断するのは乱暴だ」と仕分けのあり方に苦言を呈し、自身の大蔵官僚時代の経験を振り返って「昔の評判の悪い主計官だって、あんな態度はとらなかった」と仕分けチームの高圧的な姿勢に疑問を呈した。

### 衆議院議長と引退後
2012年12月16日の第46回衆議院議員総選挙では京都1区で10選。
12月26日、第74代衆議院議長に就任。それに伴い、志帥会会長を退任する（後任は二階俊博）。
2014年11月21日、衆議院解散により議長を退任。衆議院議長が解散詔書を読み上げる際、御名御璽以下を読まないのが慣例となっていたが、伊吹は慣例に反して読み上げ始めた。このとき伊吹が「御名…」と言いかけたところで議場から万歳が起こったため、静まったところで改めて詔書を最後まで読み上げた後、万歳を先にやった議員に「万歳はここでやってください!」とフライングでの万歳を渋面で窘めた。
同年12月14日の第47回衆議院議員総選挙では京都1区で11選。
2015年6月16日、後任の衆議院議長である町村信孝が死去した際には当選同期である伊吹が町村への追悼演説を行った。
2017年8月の第3次安倍第3次改造内閣で文部科学大臣就任を打診されるも衆議院議長を務めたことと、自身が翌年に80歳を迎えてかなりの高齢となることを理由に固辞したと産経新聞に報じられた。
2017年10月22日の第48回衆議院議員総選挙では12選を果たし、同時に現職の衆議院議員の中で当時79歳での当選で、最高齢議員となった。
2021年6月28日、記者会見で高齢を理由に同年内に予定される第49回衆議院議員総選挙に立候補せず、政界から引退することを表明した。

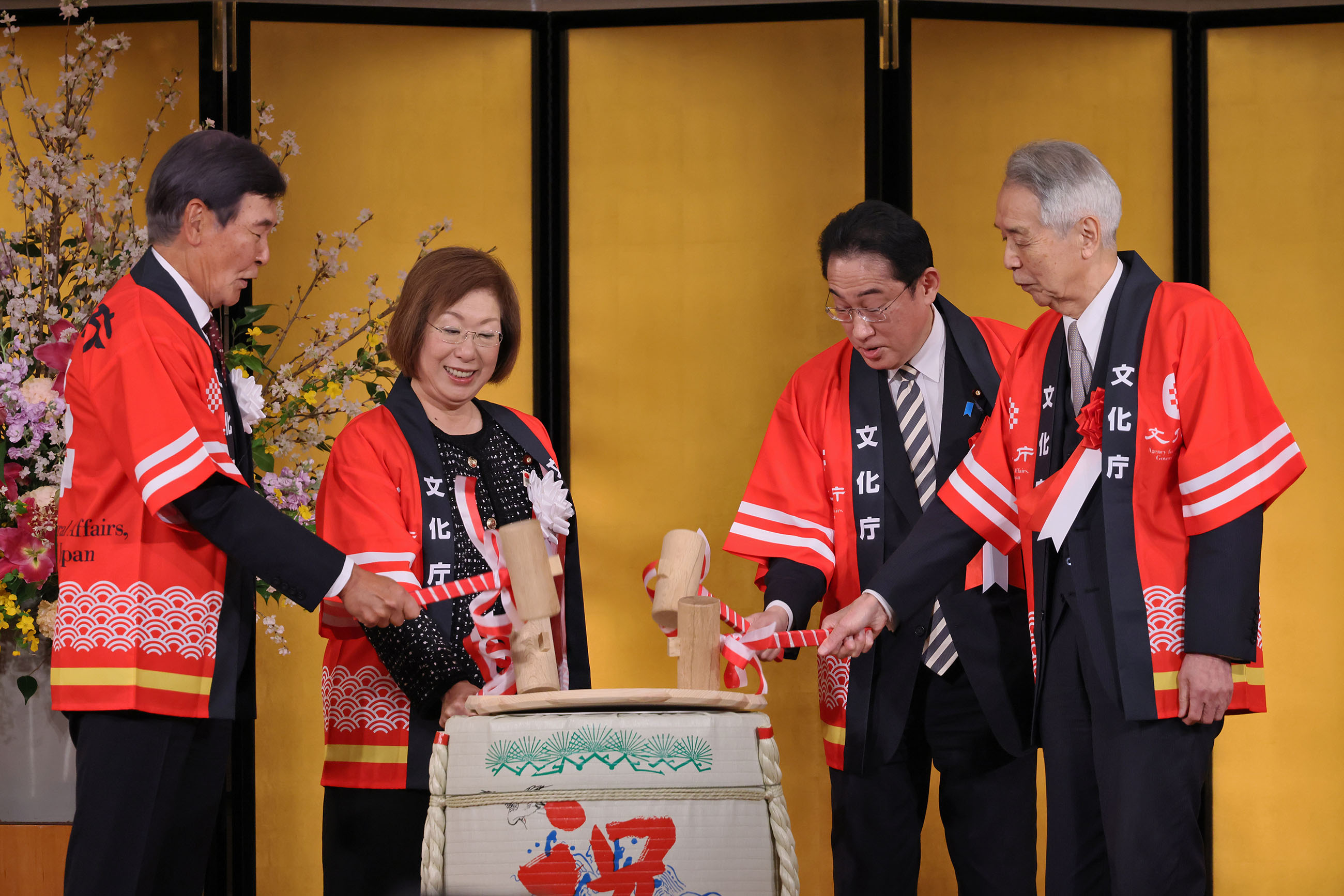
2023年の文化庁移転記念式典に出席する伊吹（右端）

2022年春の叙勲で桐花大綬章を受章。

## 政策・主張
- 憲法改正に賛成[33]。
- 集団的自衛権の行使容認に賛成[33]。
- アベノミクスを評価する[33]。
- 原発は日本に必要だ[33]。
- 村山談話を見直すべきでない[33]。
- ヘイトスピーチを法律で規制することに賛成[33]。
- 特定秘密保護法は日本に必要だ[33]。
- 日本における外国人参政権に慎重な姿勢を示している[34]。
- 選択的夫婦別姓法案に慎重な立場を示している[35]。
- 政府保有の日本たばこ産業（JT）株の売却に反対[36]。
- 大蔵官僚出身ということもあり、財政規律を重視する姿勢を示している[37]。

## 発言
- 2013年11月29日に東京で開催された日韓議員連盟総会で、「国際社会は国際法の秩序の下に成立している。日韓両国の問題も国際秩序を守る前提で処理すべきだ」と発言した[38]。
- 衆議院議長就任後の2013年2月9日、自民党岐阜県連主催で開催された政治塾において、スポーツ指導や教育現場における体罰について、「体罰を全否定していては教育などできない」「何のために体罰を加えるのかという原点がしっかりしていない。立派な人になってほしいという愛情をもって体罰を加えているのか、判然としない人が多い」と発言した[39]。
- 2018年11月15日に所属する二階派の会合で、同党の下村博文憲法改正推進本部長が改憲論議に消極的な野党を「職場放棄」と批判したことについて、「慎まないといけない」と苦言を呈し「理念が安倍さんと一緒というだけでポストについても物事は進まない」とした上で、「各党に話し合いの場へ出てもらうことをやるのは最大会派の責任。これを乱すことはやっちゃいけない」、さらに「失敗をしても野党との間に信頼関係と人脈があれば、国会でもあまり追及されない」と野党との日頃からの関係構築の大切さを説いた[40]。
- 2019年2月、田畑毅（比例東海ブロック）の知人女性への準強制性交・盗撮疑惑が明らかとなり、自民党は2月21日、田畑の離党届を受理した。同日に開かれた二階派会合で伊吹は「問題にならないようにやらないとだめだ。同じことをやるにしても」と発言した[41][42]。

- 2020年12月、秋篠宮家眞子内親王と小室圭の結婚について、「国民の要件を定めている法律からすると、皇族方は、人間であられて、そして、大和民族・日本民族の1人であられて、さらに、日本国と日本国民の統合の象徴というお立場であるが、法律的には日本国民ではあられない。眞子さまとKさんの結婚等について、結婚は両性の合意であるとか、幸福の追求は基本的な権利であるとかいうことをマスコミがいろいろ書いているが、法的にはちょっと違う」と述べ、物議を醸した[43]。だが憲法学者の横田耕一は「皇族には憲法が適用されないという立場から考えても、法的に眞子さまが制約を受けるということはありません」と反論している[44]。

## 不祥事

### 違法寄附金受領問題
伊吹の秘書が代表を務める自由民主党京都府明風支部が、京都ホテルから2003年から2006年の3年間に渡り寄附金を受け取っていたことが発覚した。京都ホテルは10年超に渡って累積赤字を抱えており、京都ホテルの寄附は政治資金規正法第22条の4に違反すると指摘された。
京都ホテル総務部部長は「年会費として支出しており、寄付という認識がなかった。今後は管理部門が精査する社内体制を築き、認識の違いが起こらないようにしたい」と謝罪している。伊吹の事務所は「欠損があるとは全く知らなかった」と釈明している。

### 収支報告書誤記載
2007年2月20日、『読売新聞』の調査で、2005年の衆議院議員総選挙における伊吹の選挙運動費用収支報告書に、実際の収支と異なる記述をしていた事実が発覚した。
選挙運動費用に200万円超の残金が出たため資金管理団体に戻した際、パーティー券収入として記載していた。伊吹は「恥ずかしい話だが、担当者の勘違いがあった」と語っており、故意ではなくミスであると発言している。なお、選挙運動費用収支報告書への故意の虚偽記載は公職選挙法違反に該当する。

### 違法献金受領問題
2007年3月7日、参議院予算委員会での参議院議員井上哲士（日本共産党）の質問により、伊吹が社団法人から違法献金を受け取っている疑惑が生じた。

### 政治資金パーティ
文部科学大臣だった2007年5月、大規模な政治資金パーティを自粛すると定めた大臣規範に反し、パーティを開催して約4350万円の収入を得ていたことが政治資金収支報告書で分かった。

## エピソード
- 趣味は料理で、料理本を出版した経験もある。河野太郎は、伊吹が自宅で振る舞った料理のメニューをブログに記している[52]。
- 所属している志帥会の会合では必ず冒頭に「役立つ講話」を行っている[53]。「講話」の一部はマスコミに公開されており、持論を展開する様子がテレビニュースでも取り上げられることがある。例えば、同派の今村雅弘復興大臣が失言で大臣辞任に追い込まれた直後の定例会では「失言を防ぐ６つの“た”」を提唱し[54]、若手議員を中心とした自民党議員に失言防止方法を伝授した。
- 穀田恵二とは京都1区で8回対決している（2009年総選挙以外は伊吹が当選し、2009年だけは穀田とともに比例復活当選）。そんな穀田を伊吹は戦友と表現し、また穀田の国対委員長就任20周年記念パーティーの呼びかけ人を務めている。2021年の第49回衆議院議員総選挙に伊吹が出馬せず政界を引退する意向を表明すると、穀田は寂寥の感が否めず、もう一度雌雄を決したかったと好敵手の引退を惜しんだ[55][56]。

## 栄典
- オランダ：オラニエ＝ナッサウ勲章ナイト・グランド・クロス（英語版） - （2014年）
- 日本：桐花大綬章 - （2022年）

## 著書
- 『こうすればできる・増税なき財政再建』にっかん書房、1985年11月25日。
- 渡辺美智雄、柿澤弘治、伊吹文明『新保守革命』ネスコ、1994年4月19日。ISBN 9784890368709。
渡辺の政策本に、共同執筆者として柿澤とともに参加したもの。
- シナリオ日本経済と財政の再生 いま、改革する保守の時（渡辺喜美との共著、日刊工業新聞社B&Tブックス、2001年11月） ISBN 4526048526
- いぶき亭四季の食卓 大臣のこだわり手料理（講談社、2008年1月） ISBN 4062143542
- 保守の旅路（聞き手望月公一、中央公論新社、2024年2月）ISBN 978-4120057427

## 出演

### ラジオ
- 伊吹文明 ニッポンの息吹を聴こう! （ニッポン放送『松本ひでおのショウアップナイターネクスト』内、2007年11月より毎週水曜19時40分より10分間）
  - もともとこの番組は麻生太郎がパーソナリティを務める『麻生太郎 ニッポンの底力』として放送する予定だったが、安倍の首相辞任に伴う自民党執行部の役員異動で幹事長職を受け継いだために伊吹が出演することになった[要出典]。

## 所属団体・議員連盟
- 自民党たばこ議員連盟（顧問）[57][58]
- ボーイスカウト振興国会議員連盟（顧問）
- 日本会議国会議員懇談会[59]
- 神道政治連盟国会議員懇談会[59]
- みんなで靖国神社に参拝する国会議員の会[59]
- 天皇陛下御即位二十年奉祝国会議員連盟（常任幹事）
- 日韓議員連盟（幹事）
- 親学推進議員連盟（副会長）[60]
- 真宗大谷派関係国会議員同朋の会（代表世話人）[61]
- 歯科技工士に関する制度推進議員連盟（顧問）[62]

## 選挙歴
| 当落                         | 選挙                   | 施行日         | 選挙区      | 政党       | 得票数  | 得票率 | 得票順位 /候補者数 | 比例区   | 比例順位 /候補者数 |
| ---------------------------- | ---------------------- | -------------- | ----------- | ---------- | ------- | ------ | ------------------ | -------- | ------------------ |
| 当                           | 第37回衆議院議員総選挙 | 1983年12月18日 | 京都府第1区 | 自由民主党 | 58,059  | 16.8   | 1/7                | -        | -                  |
| 当                           | 第38回衆議院議員総選挙 | 1986年7月6日   | 京都府第1区 | 自由民主党 | 51,514  | 14.2   | 2/8                | -        | -                  |
| 当                           | 第39回衆議院議員総選挙 | 1990年2月18日  | 京都府第1区 | 自由民主党 | 56,450  | 13.6   | 4/8                | -        | -                  |
| 当                           | 第40回衆議院議員総選挙 | 1993年7月18日  | 京都府第1区 | 自由民主党 | 48,893  | 12.8   | 3/10               | -        | -                  |
| 当                           | 第41回衆議院議員総選挙 | 1996年10月20日 | 京都府第1区 | 自由民主党 | 63,094  | 31.3   | 1/5                | -        | -                  |
| 当                           | 第42回衆議院議員総選挙 | 2000年6月25日  | 京都府第1区 | 自由民主党 | 86,490  | 42.1   | 1/3                | -        | -                  |
| 当                           | 第43回衆議院議員総選挙 | 2003年11月9日  | 京都府第1区 | 自由民主党 | 83,644  | 42.3   | 1/3                | -        | -                  |
| 当                           | 第44回衆議院議員総選挙 | 2005年9月11日  | 京都府第1区 | 自由民主党 | 112,848 | 47.7   | 1/3                | -        | -                  |
| 当（比）                     | 第45回衆議院議員総選挙 | 2009年8月30日  | 京都府第1区 | 自由民主党 | 81,913  | 33.3   | 2/4                | 比例近畿 | -                  |
| 当                           | 第46回衆議院議員総選挙 | 2012年12月16日 | 京都府第1区 | 自由民主党 | 69,287  | 33.2   | 1/6                | -        | -                  |
| 当                           | 第47回衆議院議員総選挙 | 2014年12月14日 | 京都府第1区 | 自由民主党 | 73,684  | 40.6   | 1/6                | -        | -                  |
| 当                           | 第48回衆議院議員総選挙 | 2017年10月22日 | 京都府第1区 | 自由民主党 | 88,106  | 47.3   | 1/3                | -        | -                  |
| 当選回数12回（衆議院議員12） |                        |                |             |            |         |        |                    |          |                    |